# Jim Zorn
James Arthur “Jim” Zorn (* 10. Mai 1953 in Whittier, Kalifornien) ist ein ehemaliger US-amerikanischer American-Football-Spieler und aktueller -Trainer. Zorn war ein linkshändiger Quarterback und spielte unter anderem für die Seattle Seahawks in der National Football League (NFL). Er war zwischen 2001 und 2007 Trainer der Quarterbacks bei den Seahawks, bevor er 2008 von den Washington Redskins als Head Coach verpflichtet wurde.
Nach seiner Entlassung 2009 arbeitete er noch als Quarterback Coach bei den Baltimore Ravens und den Kansas City Chiefs. Seit 2020 ist er Head Coach der Seattle Dragons in der neugegründeten XFL.

## Kindheit und Jugend
Zorn wuchs in Cerritos, Kalifornien auf. Er spielte College Football an der California State Polytechnic University, Pomona.

## NFL

### Dallas Cowboys
Zorn wurde 1975 als ungedrafteter Free Agent von den Dallas Cowboys verpflichtet. Er kam zwar in den Hauptkader, wurde jedoch später entlassen um Platz für Runningback Preston Pearson zu schaffen.

### Seattle Seahawks
Am 8. Januar 1976 wurde er als Free Agent von den neugegründeten Seattle Seahawks verpflichtet. Dort wurde er Starting-Quarterback und arbeitete mit seinem Lieblingspassempfänger zusammen, Pro-Football-Hall-of-Fame-Mitglied Wide Receiver Steve Largent. Largent war der erste, welcher in den Seattle Seahawks Ring of Honor aufgenommen wurde (1989), Zorn war der zweite (1991). Zorn wurde in seiner ersten Saison zum AFC Offensive Rookie of the Year der National Football League Players Association und zum MVP der Seahawks gewählt, da er zwölf Touchdownpässe warf und vier Touchdowns selbst erlief. Gleichzeitig warf er 27 Interceptions und hatte ein Quarterback Rating von 49,4.
Er wurde 1983 durch Dave Krieg ersetzt, dem Jahr, indem die Seahawks erstmals in die Play-offs einzogen. Zorn war bis Ende der Saison 1984 Ersatzquarterback.
Zorn war auch als einer der besten Dual-Threat Quarterbacks seiner Zeit bekannt. Er wurde deshalb auch häufig als „linkshändiger Fran Tarkenton“ bezeichnet. 2008 wurde er von NFL.com zum achtbesten Dual-Threat Quarterback aller Zeiten gewählt.

### Green Bay Packers und Winnipeg Blue Bombers
Die Green Bay Packers verpflichteten Zorn 1985 als zweiten Quarterback. Die Packers wurden zweiter in der NFC Central und verpassten dabei die Play-offs. In der Off-Season wurde Zorn von den Packers entlassen und ging daraufhin als Backup-Quarterback in die Canadian Football League zu den Winnipeg Blue Bombers, verließ das Team jedoch schon nach einem gespielten Spiel.

### Tampa Bay Buccaneers und Rücktritt
Zorn kehrte 1987 zurück in die NFL zu den Tampa Bay Buccaneers. Er spielte während des NFL Strikes 1987 ein Spiel, bevor er offiziell zurücktrat. Die Buccaneers beendeten die Saison mit nur vier Siegen und verpassten deshalb die Play-offs.

## Trainerkarriere
Nach seiner Spielerkarriere kehrte Zorn als Assistenztrainer zum College Football zurück. Seine erste Stelle bekam er an der Boise State University, wo er von 1988 bis 1991 Trainer der Quarterbacks war. Im Anschluss trat er die Stelle als Offensive Coordinator für die Utah State University an, welche er von 1992 bis 1994 innehatte, bevor er an der University of Minnesota erneut Trainer der Quarterbacks wurde.
Zorn wechselte 1997 in die National Football League, als er eine Stelle bei den Seattle Seahawks als Trainer der Quarterbacks antrat. Er verbrachte zwischen 1998 und 2000 drei Saisons bei den Detroit Lions als Trainer der Quarterbacks.
2001 kehrte er als Quarterbacktrainer nach Seattle zurück. Dort trainierte er unter anderem Matt Hasselbeck, welcher mehrere Franchiserekorde aufstellte.
Nachdem der Head Coach der Washington Redskins Joe Gibbs im Januar 2008 zurückgetreten war, stellte Besitzer Daniel Snyder Zorn als Offensive Coordinator der Redskins ein und beförderte ihn am 10. Februar 2008 zusätzlich zum neuen Head Coach. Er war damit der vierte Head Coach den Snyder anstellte, seit er das Franchise im Jahr 1999 kaufte. In Woche 2 der Saison 2008 gewann Zorn sein erstes Spiel als Head Coach mit 29:24 gegen die New Orleans Saints. In Woche 4 wurde Zorn der erste Head Coach der Redskins, welcher in seinem ersten Spiel im Texas Stadium gegen den Rivalen Dallas Cowboys gewann.
Zorn veränderte das Angriffsspiel der Redskins, indem er ein kontaktstarkes Laufspiel und eine Abwandlung der West Coast Offense einführte, eine Kombination, welchen den Redskins das achtstärkste Laufspiel einbrachte (130,9 Yards je Spiel). Zorn führte sein Team in der ersten Hälfte der Saison zu 6 Siegen bei 2 Niederlagen, schloss nach einer schwachen zweiten Saisonhälfte jedoch nur mit 8 Siegen und 8 Niederlagen ab. Trotzdem wurden vier Offensespieler der Redskins für den Pro Bowl nominiert.
Nach sechs Spielen in der Saison 2009, von denen nur zwei gewonnen werden konnten, entlasteten die Washington Redskins Zorn von seiner Doppelbelastung, indem sie Sherman Lewis als Offensive Coordinator anstellten.
Am 4. Januar 2010 wurde Zorn von den Redskins entlassen. Die Redskins schafften es unter ihm als Head Coach nie in die Play-offs. Er wurde vom ehemaligen Head Coach der Denver Broncos Mike Shanahan ersetzt. Zorn bekundete in mehreren Interview seine Enttäuschung über die Handhabung seiner Entlassung.
Der ehemalige Spieler Clinton Portis vermutete 2015 in einem Radiointerview, dass der Grund für Zorns Misserfolg, sein Coachingstil war. Dieser sei zu stark auf dem christlichen Glauben ausgelegt gewesen, womit er den Rückhalt und das Vertrauen des Teams verloren hätte.
Nach zwei Spielzeiten als Head Coach wurde Zorn 2010 von den Baltimore Ravens als Trainer der Quarterbacks engagiert.
Unter Zorn erreichte Quarterback Joe Flacco die meisten Touchdowns (25) und das höchste Quarterback Rating (93.6), sowie die wenigsten Interceptions (10) seiner Karriere. Am 27. Januar 2011 wurde Zorn von den Ravens entlassen.
2011 wurde er von den Kansas City Chiefs als Trainer der Quarterbacks engagiert und verblieb dort bis 2012.
Im Februar 2019 wurde er als erster Head Coach für das XFL-Team aus Seattle (Seattle Dragons) vorgestellt. Die Liga nahm 2020 ihren Spielbetrieb auf.

## Persönliches
Zorn ist verheiratet und hat drei Töchter und einen Sohn. Seine Frau und er sind in den Organisationen Medical Teams International und Pro Athletes Outreach engagiert.
Zorn interessiert sich für Mountainbiking, Kajakfahren und andere Outdoor-Sportarten und fährt selbst Mountainbike. Als er ein Spieler bei den Seattle Seahawks war, experimentierte er unter Hilfe des Eigentümers der Mercer Island Cyclery mit dem Bau von Gelände-Fahrrädern.
Zorn wurde am 23. November 2008 in die State of Washington Sports Hall of Fame aufgenommen.